# John Ditlev-Simonsen
John Peder Ditlev-Simonsen (18 de octubre de 1898-10 de enero de 2001) fue un deportista noruego que compitió en vela en la clase 8 Metre. Fue hermano del también regatista Olaf Ditlev-Simonsen.
Participó en los Juegos Olímpicos de Berlín 1936, obteniendo una medalla de plata en la clase 8 Metre.

## Palmarés internacional
| Juegos Olímpicos | Juegos Olímpicos  | Juegos Olímpicos | Juegos Olímpicos |
| Año              | Lugar             | Medalla          | Clase            |
| ---------------- | ----------------- | ---------------- | ---------------- |
| 1936             | Berlín (Alemania) | Medalla de plata | 8 Metre          |